# Campionato filippino di pallavolo femminile
Il campionato filippino di pallavolo femminile è un insieme di tornei pallavolistici per squadre di club filippine, istituiti dalla federazione pallavolistica delle Filippine.

## Struttura
- Campionati nazionali professionistici:

Premier Volleyball League: consiste di tre tornei separati, il numero di squadre partecipanti è variabile;
- Campionati nazionali semi-professionistici:

Philippine Super Liga: consiste di tre tornei separati, il numero di squadre partecipanti è variabile;